# Фи Волопаса
Фи Волопаса (лат. φ Boötis), 54 Волопаса (лат. 54 Boötis), HD 139641 — одиночная звезда в созвездии Волопаса на расстоянии приблизительно 175 световых лет (около 53,6 парсеков) от Солнца. Видимая звёздная величина звезды — +5,254m. Возраст звезды определён как около 3,16 млрд лет.

## Характеристики
Фи Волопаса — жёлтая звезда спектрального класса G8III-IV, или G7,5IIIb, или G7III-IVFe-2, или G7, или G6,5IV, или G5. Масса — около 2,244 солнечных, радиус — около 6,587 солнечных, светимость — около 24,124 солнечных. Эффективная температура — около 5067 K.

## Планетная система
В 2019 году учёными, анализирующими данные проектов HIPPARCOS и Gaia, у звезды обнаружена планета.